# Anastassi Bratanowski

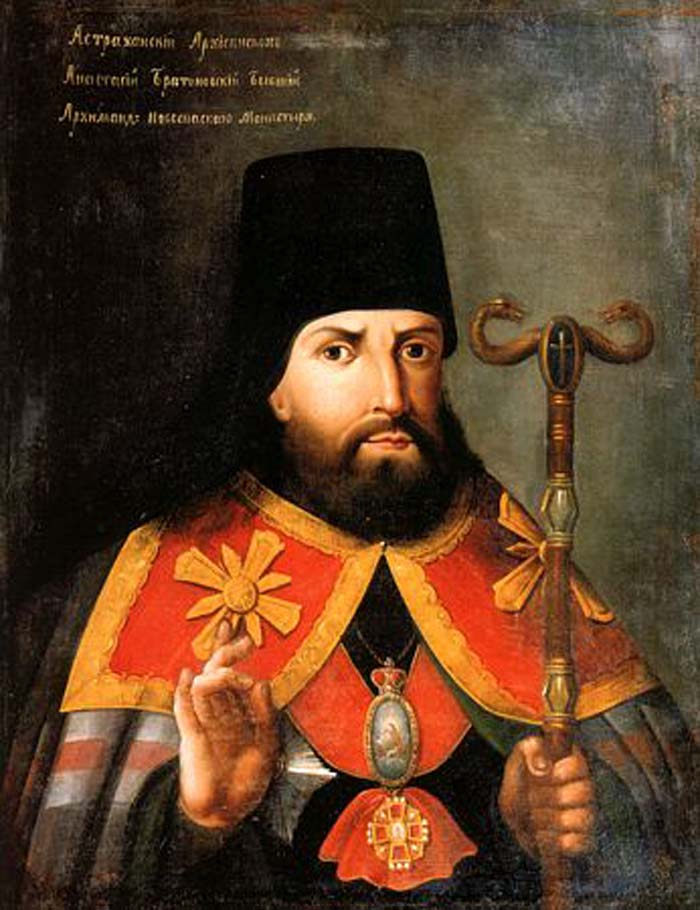
Anastassi Bratanowski

Anastassi Bratanowski (russisch Анастасий Братановский; bürgerlich Andrei Semjonowitsch Bratanowski-Romanenko, russisch Андрей Семёнович Братановский-Романенко; * 1761 in einem Dorf im Gouvernement Poltawa; † 1816 in Astrachan) war ein russischer Kanzelredner und Erzbischof von Astrachan und Kaukasus.
Bratanowski studierte an der theologischen Hochschule in Perejaslaw (nahe Kiew). Mit 29 Jahren wurde Bratanowski 1790 Mönch. Bereits nach kurzer Zeit berief man ihn zum Archimandriten mehrerer Klöster; darunter 1796 das Nomospasker Kloster in Moskau.
Der glänzende Stil und der lebendige Vortrag seiner Predigten und weltlichen Reden machten Bratanowski mit der Zeit im ganzen Land als hervorragenden Redner bekannt. Seine Predigten wurden noch weit nach seinem Tod gern gebraucht.
Seine kirchliche Karriere führte Bratanowski vom Bischof in Belarus (1797) über das Amt eines Erzbischofs (1801) zum Beisitzer im Heiligen Synod (1805).
Im Alter von ungefähr 55 Jahren starb Erzbischof Anastassi Bratanowski 1816 in Astrachan.

## Werke (Auswahl)
- Erbauungsreden. Moskau 1799–1801 (4 Bde.)
- Tractatus de concionum dispositionibus formandis. Moskau 1806